# 배틀 인 아웃터 스페이스 2
배틀 인 아웃터 스페이스 2(Battle In Outer Space 2)는 일본에서 제작된 후쿠다 준 감독의 1977년 액션, 모험, SF 영화이다. 모리타 켄사쿠 등이 주연으로 출연하였다.

## 출연

### 주연
- 모리타 켄사쿠
- 아사노 유코

### 조연
- 이케베 료
- 오키 마사야
- 미야우치 히로시
- 아타키 히데지
- 아타라시 카츠토시
- 히라타 아키히코
- 무츠미 고로
- 하시모토 이사오
- 나카야마 쇼지
- 윌리엄 로스

## 제작진
- 미술: 사츠야 카즈오